# Guadua chacoensis
Guadua chacoensis,  popularmente conhecida como taquaruçu , é uma espécie de bambu neotropical que ocorre nos estados brasileiros do Mato Grosso do Sul, Paraná, Rio Grande do Sul, Santa Catarina e São Paulo, na Bolivia, Argentina e no Paraguai. Habita as matas e várzeas da Bacia do Rio Paraná .

## Distribuição
É típico das matas e várzeas do Rio Paraná no Brasil , áreas do Chaco boliviano , leste e centro do Paraguai , nordeste da Argentina e extremo noroeste do Uruguai .
- No Brasil está distribuído nos estados de Mato Grosso do Sul , Paraná , Santa Catarina e Rio Grande do Sul .
- No Paraguai vive nos departamentos de Caazapá , Central , Guairá e San Pedro . Está presente no vale do Alto Paraná e seus afluentes; Além disso, é encontrado ao longo da bacia do rio Paraguai .
- No Uruguai vive no Departamento de Artigas .
- Na Argentina vive nas costas dos grandes rios das províncias de Formosa , Chaco , nordeste de Santa Fé, grande parte de Corrientes , e Misiones , até o nordeste de Entre Ríos .

## Descrição
Planta rizomatosa , perene , possui caules de 6 a 20 m de altura e lâminas foliares linear-lanceoladas. Seu diâmetro máximo é de 20 cm .
Ela floresce apenas uma vez na vida.
Prefere solos profundos, arenosos-siltosos e argilosos ; com temperatura média anual entre 18 e 28 Cº, precipitação superior a 1200  mm e umidade relativa de pelo menos 80%.
Forma grandes bambuzais próximos a  várzeas e rios.

## Usos
É cortado de 4 a 5 anos após o plantio.
É utilizado em construções; proteção de mananciais e matas ciliares de rios e córregos; fabricação de móveis e artesanato; fabricação de laminados, aglomerados, parquetes; fixador temporário de dióxido de carbono. Peças com nó na base servem de recipiente para líquidos e sólidos. Os entrenós contêm água pura que pode ser bebida na floresta . Vassouras artesanais  são feitas de galhos laterais do taquaruçu.

## Nomes comuns
- No Brasil: taquaruçu
- No Paraguai: tacuarusu
- Na Argentina e Uruguai: tacuaruzú e tacuara brava